# Daily Sketch
Le Daily Sketch est un journal papier britannique national en tabloïd, fondé à Manchester en 1909 par Sir Edward Hulton et disparu en 1971 à la suite de sa fusion avec le Daily Mail.